# 伯纳德·阿尼西奥·卡尔德拉·杜阿尔特
伯纳德·艾尼斯奥·卡尔德拉·杜阿尔特（Bernard Anício Caldeira Duarte，1992年9月8日—），简称伯纳德（Bernard），是一名巴西足球运动员，现效力于希臘足球超級聯賽球队彭拿典奈高斯。他曾是巴西國家足球隊隊員。

## 俱乐部生涯
伯纳德在2006年加入米内罗的青训体系，期间曾因身高问题被球队放弃两次。 2010年，他被租借到低级别球队德莫克拉塔 他在德莫克拉塔出场16次，进球14个，之后回到米内罗，并被主教练多里瓦·儒尼奥尔的提升进入一队。 2011年3月23日，他在州联赛1比1战平烏貝拉巴的比赛首次代表米内罗一线队出场。 不过很快他又回到青年队。在多里瓦被解雇后，他再次被新任教练库卡招入一队。2011年5月21日，伯纳德上演巴甲联赛首秀，对手是帕拉尼恩斯。 在他的首个巴甲赛季，他为米内罗出场23次，其中19次是首发。2011年9月14日，球队拒绝了卡塔尔球队阿赫利对他340万英镑的报价。
2012年1月29日，他在和博阿的州联赛比赛中射进职业生涯的首个进球。 他的首个巴甲联赛进球发生在同年6月23日，帮助米内罗5比1击败瑙蒂科。 2012赛季，他在巴甲联赛出场36次，全部是首发，并进球11个，和罗纳尔迪尼奥，若两人并列球队最佳射手。他也因此赢得赛季巴西最佳年轻球员的称号。 2012年12月，球队再次拒绝莫斯科斯巴达克对他980万英镑的报价。
2013年7月30日，米内罗同意乌克兰足球超级联赛球队顿涅茨克矿工对他2200万英镑的报价。但是，伯纳德的父亲兼经纪人宣布伯纳德更想加盟波尔图。 不过8月8日，顿涅茨克矿工最终官方宣布和伯纳德签约5年。 8月31日，他在顿涅茨克矿工1比1战平哈爾科夫冶金的比赛替补道格拉斯·哥斯達出场，首次在乌克兰联赛亮相。

## 国家队生涯
2012年9月11日，伯纳德被巴西国家队主教练招入9月19日和阿根廷友谊赛的大名单。 同年11月21日，他在和阿根廷的第二场比赛终于得到出场机会，首次代表国家队出场。
2014年5月7日，伯纳德入选巴西国家队参加2014年世界杯足球赛的23人名单。